# 훙톈자오
훙톈자오(중국어: 洪天照, 1979년 11월 15일 ~ )는 중국의 배우이다.

## 출연 작품
- 묵공 - 조나라 장군 고자용 역
- 위성: 영웅들의 귀환